# ليونيل هربرت كلارك
ليونيل هربرت كلارك هو سياسي كندي، ولد في 20 يوليو 1859 في جيلف في كندا، وتوفي في 29 أغسطس 1921 في تورونتو في كندا. انتخب Lieutenant Governor of Ontario ‏ (1919 – 1921).